# La Solitude du labyrinthe
La Solitude du labyrinthe est un recueil d'entretiens avec Paul Auster répondant à une série de questions posées, entre 1995 et 1996, par le journaliste Gérard de Cortanze. Il parle de sa vie, sa carrière, son œuvre, sa ville New York et de Brooklyn. Ce recueil a été publié en 1997.